# Franco Baresi
Franco Baresi, all'anagrafe Franchino Baresi (Travagliato, 8 maggio 1960), è un ex calciatore italiano, di ruolo difensore.
Soprannominato Piscinin e in seguito Kaiser Franz (in onore di Franz Beckenbauer), è considerato uno dei più forti calciatori della storia ed è annoverato tra le più note bandiere calcistiche di tutti i tempi. Occupa la 19ª posizione nella speciale classifica dei migliori calciatori del XX secolo pubblicata dalla rivista World Soccer e la 33ª posizione nell'omonima classifica stilata dall'IFFHS. Nel marzo del 2004 Pelé lo ha inserito nella FIFA 100, la lista dei 125 migliori calciatori viventi, redatta in occasione del centenario della FIFA. È stato inserito per sette volte tra i candidati alla vittoria del Pallone d'oro (dal 1988 al 1990 e dal 1992 al 1995), arrivando a ricoprire la seconda posizione nel 1989 dietro al compagno di squadra Marco van Basten. Il 16 dicembre 1999, in occasione della festa organizzata per celebrare i cent'anni del Milan, è stato eletto dai suoi tifosi "Milanista del secolo", cioè il giocatore più rappresentativo nella storia rossonera, mentre nel 2013 è entrato a far parte della Hall of Fame del calcio italiano. È inoltre risultato 17º nell'UEFA Golden Jubilee Poll, un sondaggio online condotto dalla UEFA per celebrare i migliori calciatori d'Europa dei cinquant'anni precedenti.
Ha legato la sua intera carriera al Milan, squadra nella quale ha giocato per venti stagioni (dal 1977 al 1997) di cui quindici da capitano, divenendone il secondo calciatore con più presenze assolute, dietro al solo Paolo Maldini. Con i rossoneri ha vinto sei scudetti, tre Coppe dei Campioni, due Coppe Intercontinentali, due Supercoppe UEFA e quattro Supercoppe italiane; insieme ai compagni di reparto Mauro Tassotti, Maldini e Alessandro Costacurta ha composto una delle migliori linee difensive della storia del calcio che ha consentito al Milan di stabilire il record di partite consecutive senza sconfitta (58) nei maggiori campionati nazionali d'Europa (dal 26 maggio 1991 al 14 marzo 1993, ovvero un anno, 9 mesi e 16 giorni).
Con la nazionale italiana è stato campione del mondo nel 1982, pur senza maturare presenze, e vicecampione nel 1994, stavolta da capitano della spedizione azzurra. Ha militato in nazionale per tredici anni, indossandone la fascia di capitano dal 1991 al 1994 e partecipando a tre campionati del mondo (Spagna 1982, Italia 1990 e Stati Uniti 1994) e due campionati d'Europa (Italia 1980 e Germania Ovest 1988).

## Biografia
È rimasto orfano a quattordici anni. Sposato con Maura, la coppia ha due figli, di cui il secondogenito adottato; è inoltre zio di Regina Baresi, anch'ella calciatrice, figlia del fratello maggiore Giuseppe.

## Caratteristiche tecniche
(Gianni Brera, la Repubblica, 3 gennaio 1992)
Segnalatosi fin da giovane come uno dei maggiori talenti espressi dal calcio italiano, Baresi era un libero capace di coniugare senso della posizione, tecnica, scatto, visione di gioco e decisione negli interventi con una notevole continuità di rendimento. Leader carismatico, si distinse inoltre per precocità e longevità agonistica: anche in età avanzata era ritenuto uno dei calciatori atleticamente più preparati in tutta la Serie A. In virtù di queste doti, è considerato uno dei più forti liberi di sempre e, a detta di molti, avrebbe meritato il Pallone d'oro, premio che sfiorò nel 1989 classificandosi secondo alle spalle di Marco van Basten.
Pur prediligendo giocare in difesa, Baresi sapeva disimpegnarsi anche nel ruolo di centrocampista: ricoprì tale ruolo in nazionale nei primi anni 80, poiché l'allora commissario tecnico Enzo Bearzot era solito preferirgli, come libero, Gaetano Scirea in ragione della maggiore propensione offensiva di quest'ultimo.

## Carriera

### Giocatore

#### Club

##### Esordi e primi anni al Milan

Franco Baresi (a sinistra) e il fratello Giuseppe in un derby di Milano del campionato 1979-80

Baresi iniziò a giocare a calcio in tenera età insieme ai fratelli Angelo e Giuseppe. All'età di 12 anni sostenne un provino all'Inter, squadra che aveva già reclutato Giuseppe, ma venne scartato poiché ritenuto troppo gracile. A questo punto Italo Galbiati lo invitò a tentare col Milan: dopo tre provini e grazie all'insistenza di Guido Settembrino, Baresi entrò nelle giovanili rossonere. Qui legò in particolare con il compagno di squadra Gabriello Carotti e con l'allenatore Giuseppe Marchioro.
L'esordio in prima squadra e in Serie A avvenne il 23 aprile 1978, a 17 anni, nella partita Verona-Milan (1-2). In quella stagione ottenne anche 2 presenze in Coppa Italia. Tuttavia, la permanenza in prima squadra del giovane Piscinin (soprannome datogli dal massaggiatore dei rossoneri Paolo Mariconti) fu minacciata da qualche ritrosia con Albertosi e Capello. Superate queste ultime, il giovane e promettente difensore cominciò gradualmente ad ambientarsi nello spogliatoio e, grazie alla sua grinta, alla sua personalità e alla sua maturità tattica, riuscì a farsi apprezzare anche dalla storica bandiera e capitano rossonero Gianni Rivera («Questo ragazzo farà molta strada»).

Baresi neocapitano del Milan durante la stagione 1982-83

Nell'annata 1978-79 l'allenatore Nils Liedholm non esitò a sacrificare un libero di provata esperienza come Turone per fargli posto in squadra. In quella stagione, giocata sempre da titolare, Baresi esordì in Coppa UEFA e vinse lo scudetto, il decimo della storia milanista. Rivera, inoltre, convinse la dirigenza del Milan a premiare anche Baresi con il premio scudetto di 50 milioni di lire, a testimonianza dell'ottimo rapporto instauratosi tra i due. Nel 1979, alla chiusura del campionato, Baresi successe proprio a Rivera, ormai al tramonto della sua carriera, come uomo-simbolo e guida dello spogliatoio milanista.
In seguito alla retrocessione d'ufficio del Milan in Serie B, decisa nel 1980 dalla sentenza relativa allo scandalo del calcioscommesse, fu tra i pochi della rosa che non lasciò la società. Il 20 agosto dello stesso anno realizzò il primo gol con la maglia rossonera, nella partita di Coppa Italia pareggiata 1-1 contro l'Avellino e, al termine del campionato cadetto 1980-81, fu tra i protagonisti del ritorno del Milan in Serie A. Nella stagione 1981-82, colpito da una malattia del sangue, fu costretto a lasciare il campo per circa quattro mesi: senza la sua guida difensiva, il Milan andò allo sbando e, a fine stagione, retrocesse per la seconda volta in Serie B, stavolta sul campo.

Baresi (a destra) difende la palla dalle mire del veronese Elkjær nel campionato 1984-85

Nel 1982 seguì per Baresi una rapida ascesa a livello professionale. In quell'estate, pur da rincalzo, divenne campione del mondo con la nazionale italiana; dopodiché il giovane difensore, rifiutata un'offerta della Juventus, diventò il nuovo capitano dei rossoneri a soli 22 anni, dopo le partenze di Aldo Maldera e Fulvio Collovati. Nella stagione 1982-83 guidò il Milan alla seconda promozione in Serie A, poi rinunciò a vestire le maglie di Sampdoria e Inter per continuare la sua carriera con il Diavolo, dando così un'ulteriore prova di affetto e attaccamento ai colori rossoneri.

##### Gli anni di Sacchi
Con l'arrivo del presidente Silvio Berlusconi e dell'allenatore Arrigo Sacchi, il Milan cambiò ruolino di marcia e si potenziò in ogni reparto, componendo una squadra che anni dopo verrà definita "il club più forte di tutti i tempi" dalla rivista World Soccer. L'inizio non fu però facile per Baresi, anche a causa del difficile rapporto con il nuovo tecnico Sacchi. Il capitano ebbe ripetute crisi di rigetto a furia di osservare costantemente i movimenti e le prestazioni di Gianluca Signorini, libero del Parma, ex-squadra di Sacchi.
(Franco Baresi.)

Baresi (a destra) e Maradona prima di Milan-Napoli (4-1) del 3 gennaio 1988

Messi da parte i problemi con l'allenatore, Baresi e compagni riuscirono a compiere una piccola impresa sportiva, superando in vetta alla classifica il Napoli campione in carica, dopo averlo sconfitto allo Stadio San Paolo nella terzultima giornata di campionato, e conquistando lo scudetto 1987-88 grazie al pareggio all'ultimo turno col Como.
Nella stagione 1988-89 arrivò l'affermazione europea con la conquista della Coppa dei Campioni contro la Steaua Bucarest a maggio, mentre nel mese di giugno i rossoneri si aggiudicarono anche la prima edizione della Supercoppa italiana contro la Sampdoria. In entrambe le occasioni fu Baresi ad alzare al cielo i due trofei, ma ciò non bastò a vincere il Pallone d'oro 1989, appannaggio del compagno di squadra Marco van Basten, che ebbe la meglio su Baresi per 39 punti.
(Franco Baresi)

Baresi (a sinistra) festeggia con Gullit al termine della vittoriosa Supercoppa UEFA 1990

Nella stagione 1989-90 il Milan continuò il suo dominio internazionale vincendo nell'ordine la Supercoppa UEFA, la Coppa Intercontinentale e la seconda Coppa dei Campioni consecutiva, ma in Italia perse sia lo scudetto, a causa della sconfitta contro il Verona alla penultima giornata, sia la Coppa Italia, cedendo alla Juventus nella doppia finale; in quest'ultima competizione, Baresi si aggiudicò la classifica dei cannonieri con 4 gol, tutti segnati su calcio di rigore (nello specifico, una tripletta contro il Messina e un gol all'Atalanta).
Dopo un'ultima stagione vincente con Sacchi in panchina, nella quale il Milan vinse in ordine nuovamente Supercoppa UEFA e Coppa Intercontinentale, nel 1991 i rossoneri furono squalificati per un anno dalle competizioni confederali. Durante quel periodo, il rapporto tra Baresi e Sacchi si deteriorò al punto tale che, a fine campionato, il capitano rossonero, appoggiato dal malcontento di buona parte dello spogliatoio, decise di chiedere le dimissioni dell'allenatore al presidente Berlusconi.

##### Gli anni di Capello

Da sinistra: Desailly, Eranio, Baresi e Savićević a Milanello in vista della stagione 1995-96

La richiesta della squadra fu accolta e Sacchi fu rimpiazzato sulla panchina rossonera da Fabio Capello, già compagno di squadra di Baresi negli anni 70, con il quale il Milan ritornò subito a vincere il campionato nella stagione 1991-92: il successo rimase nella storia della Serie A poiché, per la prima volta nell'era a girone unico, una squadra vinse lo scudetto senza subire sconfitte.
Baresi continuò a giocare ad alti livelli, mettendo la propria firma sui successivi successi rossoneri, ovvero le vittorie dei campionati del 1992-93, 1993-94 e 1995-96, delle Supercoppe italiane 1992, 1993 e 1994, della Champions League 1993-94 (pur non scendendo in campo nella finale vinta contro il Barcellona perché squalificato) e della Supercoppa UEFA 1994. Nella stagione 1992-1993, grazie a una valida difesa composta anche da Baresi, il Milan prolungò a 58 incontri la sua striscia d'imbattibilità in campionato, stabilendo un primato assoluto per il calcio italiano e, più in generale, per i maggiori campionati nazionali d'Europa.
Il 6 aprile 1996 il capitano rossonero raggiunse le 501 presenze in campionato, eguagliando Rivera. Al di fuori dell'ambito milanista, inoltre, nel giugno dello stesso anno fu scelto come tedoforo a Manhattan per i Giochi della XXVI Olimpiade, tenutisi ad Atlanta nell'estate seguente.

##### Ritiro
Dopo la fine del ciclo di Capello, la carriera di Baresi si prolungò di una sola stagione, tribolata per il Milan, passato da Óscar Tabárez al rientrante Arrigo Sacchi. Il 19 gennaio 1997 il difensore giocò la sua 700ª partita con il Milan e annunciò il suo ritiro dal calcio giocato al termine dell'annata 1996-97. Il 1º giugno 1997, all'età di 37 anni, disputò la sua ultima partita in maglia rossonera (Milan-Cagliari 0-1). Nell'occasione la società decise di ritirare – una prima volta nella storia del calcio italiano – la maglia numero sei da lui indossata.

Baresi in azione nella stagione 1996-97, l'ultima della sua carriera agonistica.

Il 28 ottobre 1997 disputò a San Siro un incontro d'addio con i più noti calciatori che erano stati compagni e avversari durante la sua carriera: in occasione del match il presidente milanista Silvio Berlusconi gli conferì un simbolico "Pallone d'oro", «per colmare l'unico vuoto rimasto in una bacheca stracarica di trofei».
In 20 stagioni disputate con la maglia del Milan Baresi vinse 6 scudetti, 3 Coppe dei Campioni, 2 Coppe Intercontinentali, 2 Supercoppe UEFA e 4 Supercoppe italiane. Segnò 31 gol complessivi, 21 dei quali su calcio di rigore, e fu primo nella classifica cannonieri della Coppa Italia 1989-90 – competizione di cui è il primatista milanista di presenze –, l'unico trofeo nazionale che non ha mai vinto.
Insieme a Riccardo Ferri è il giocatore con più autogol nel campionato di Serie A, con 8 marcature nella propria porta.

#### Nazionale
Con la nazionale Under-21 prese parte alle edizioni del 1980 e del 1982 del campionato europeo di categoria.

Baresi capitano dell'Italia Olimpica nel 1984, tra i connazionali e compagni di squadra milanisti Mauro Tassotti (a sinistra) e Sergio Battistini (a destra)

Le ottime prove con la maglia del Milan gli valsero, a soli 20 anni, la convocazione in nazionale maggiore da parte del CT Enzo Bearzot per il campionato d'Europa 1980. Due anni più tardi partecipò anche al vittorioso campionato del mondo 1982, ma in entrambe le competizioni non scese mai in campo in quanto riserva del più esperto Gaetano Scirea. L'esordio in nazionale avvenne il 4 dicembre 1982, a 22 anni, nella partita Italia-Romania (0-0) giocata a Firenze, valida per le qualificazioni al campionato d'Europa 1984.
Nei due anni successivi, pur impiegato in molte occasioni, non riuscì a guadagnare un posto da titolare, anche perché utilizzato da Bearzot esclusivamente come centrocampista e non come difensore. Così, da tempo insoddisfatto per il modo in cui veniva impiegato, litigò platealmente con Bearzot, precisamente durante il torneo olimpico di Los Angeles 1984, e da quel momento in poi non fu più convocato dal Vecio, saltando il campionato del mondo 1986.
Il ritorno di Baresi in nazionale, all'indomani del mundial messicano, coincise con l'arrivo in panchina del nuovo CT Azeglio Vicini, che ne fece un punto fermo della sua squadra. Il 20 febbraio 1988 realizzò su calcio di rigore il suo unico gol in maglia azzurra, nell'amichevole vinta 4-1 contro l'Unione Sovietica. Partecipò da protagonista sia al campionato d'Europa 1988 che al campionato del mondo 1990 giocato in casa, affermandosi come uno dei leader del gruppo azzurro.

Baresi in azione con la nazionale maggiore durante il

Sul finire del 1991 Arrigo Sacchi rimpiazzò Vicini come nuovo CT e Baresi divenne capitano, vista anche la contestuale esclusione di Bergomi. All'inizio di ottobre del 1992 Baresi decise tuttavia di lasciare la nazionale, ma il presidente federale, Antonio Matarrese, lo convinse poche settimane più tardi a tornare sui suoi passi; Sacchi, invece, si oppose inizialmente a questa decisione.
Con la fascia di capitano al braccio, Baresi disputò il campionato del mondo 1994 negli Stati Uniti, durante il quale si infortunò al menisco contro la Norvegia, nella seconda partita della fase a gironi. Dopo soli 25 giorni, contro ogni aspettativa, il capitano azzurro venne recuperato a tempo di record per la finale contro il Brasile. Baresi giocò «una partita straordinaria», ma nel decisivo epilogo ai tiri di rigore sbagliò il suo tentativo, afflitto dai crampi, e scoppiò in lacrime sia dopo l'errore dal dischetto sia dopo la sconfitta dell'Italia.
Il 7 settembre 1994, a 34 anni, disputò la sua ultima partita in nazionale, la gara valida per le qualificazioni al campionato d'Europa 1996 pareggiata per 1-1 contro la Slovenia a Maribor, dopo la quale svestì la maglia azzurra. Concluse la sua carriera in nazionale maggiore con 81 presenze e 1 gol.

### Dopo il ritiro

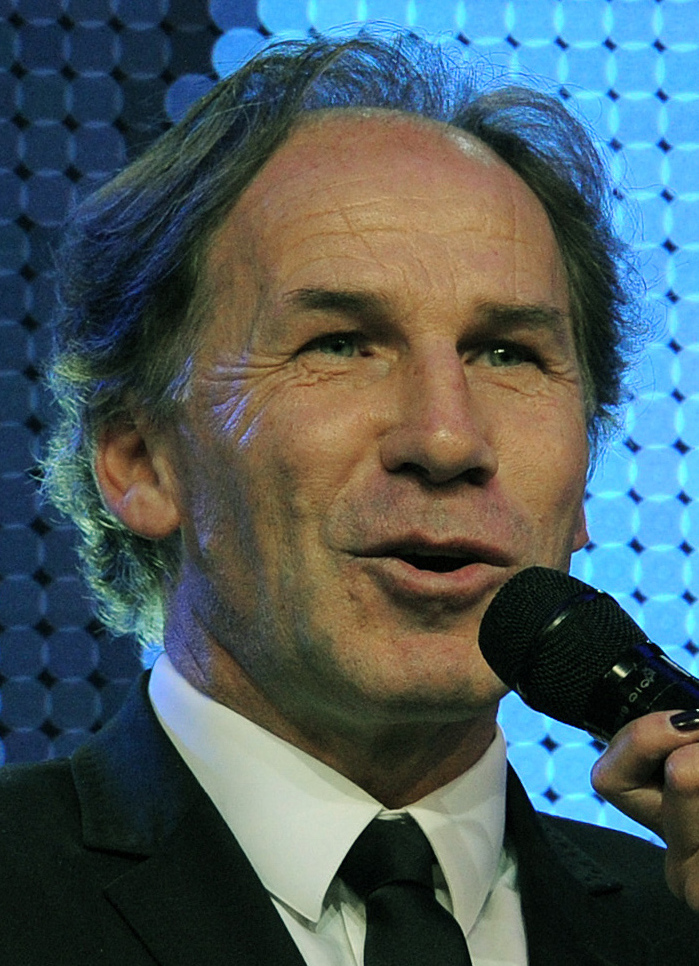
Baresi nel 2012

Ritiratosi dall'attività agonistica, nell'immediato è entrato per alcuni anni nei quadri dirigenziali nel Milan, e ha poi avuto una breve esperienza come direttore sportivo del Fulham di Mohamed Al-Fayed: rimase in Inghilterra solo 81 giorni, dal 23 maggio al 20 settembre 2002, quando lasciò per sopraggiunti contrasti con l'allenatore Jean Tigana.
Il 19 settembre 2002 ritorna al Milan come allenatore della squadra Primavera, in sostituzione di Mauro Tassotti passato al ruolo di vice in prima squadra. Il 17 giugno 2006 passa alla guida tecnica della formazione Berretti.
Il 4 agosto 2008 torna dietro la scrivania, entrando a far parte della direzione marketing del club rossonero. Con la fine della trentennale presidenza Berlusconi e l'inizio di quello che sarà il breve interregno di Li Yonghong alla testa della società, il 18 maggio 2017 diventa brand ambassador della squadra. Il 28 ottobre 2020 la nuova proprietà Elliott nomina Baresi vicepresidente onorario del club.

## Controversie
Indagato con accuse di usura e riciclaggio nell'ambito di una truffa sulla vendita di quadri, fu processato nell'agosto 2005: il patteggiamento a tre mesi venne commutato in ammenda economica, pari a 5 900 euro.

## Statistiche

### Presenze e reti nei club
| Stagione        | Squadra         | Campionato      | Campionato | Campionato | Coppe nazionali | Coppe nazionali | Coppe nazionali | Coppe continentali | Coppe continentali | Coppe continentali | Altre coppe | Altre coppe | Altre coppe | Totale | Totale |
| Stagione        | Squadra         | Comp            | Pres       | Reti       | Comp            | Pres            | Reti            | Comp               | Pres               | Reti               | Comp        | Pres        | Reti        | Pres   | Reti   |
| --------------- | --------------- | --------------- | ---------- | ---------- | --------------- | --------------- | --------------- | ------------------ | ------------------ | ------------------ | ----------- | ----------- | ----------- | ------ | ------ |
| 1977-1978       | Milan           | A               | 1          | 0          | CI              | 2               | 0               | -                  | -                  | -                  | -           | -           | -           | 3      | 0      |
| 1978-1979       | Milan           | A               | 30         | 0          | CI              | 4               | 0               | CU                 | 6                  | 0                  | -           | -           | -           | 40     | 0      |
| 1979-1980       | Milan           | A               | 28         | 0          | CI              | 6               | 0               | CC                 | 1                  | 0                  | -           | -           | -           | 35     | 0      |
| 1980-1981       | Milan           | B               | 31         | 0          | CI              | 4               | 1               | -                  | -                  | -                  | -           | -           | -           | 35     | 1      |
| 1981-1982       | Milan           | A               | 18         | 2          | CI              | 4               | 0               | CM                 | 3                  | 2                  | -           | -           | -           | 25     | 4      |
| 1982-1983       | Milan           | B               | 30         | 4          | CI              | 9               | 2               | -                  | -                  | -                  | -           | -           | -           | 39     | 6      |
| 1983-1984       | Milan           | A               | 21         | 3          | CI              | 9               | 2               | -                  | -                  | -                  | -           | -           | -           | 30     | 5      |
| 1984-1985       | Milan           | A               | 26         | 0          | CI              | 10              | 0               | -                  | -                  | -                  | -           | -           | -           | 36     | 0      |
| 1985-1986       | Milan           | A               | 20         | 0          | CI              | 4               | 0               | CU                 | 3                  | 0                  | TE          | 3           | 0           | 30     | 0      |
| 1986-1987       | Milan           | A               | 28+1       | 2+0        | CI              | 6               | 3               | -                  | -                  | -                  | -           | -           | -           | 35     | 5      |
| 1987-1988       | Milan           | A               | 27         | 1          | CI              | 6               | 0               | CU                 | 3                  | 0                  | -           | -           | -           | 36     | 1      |
| 1988-1989       | Milan           | A               | 33         | 2          | CI              | 8               | 2               | CC                 | 8                  | 0                  | SI          | 1           | 0           | 50     | 4      |
| 1989-1990       | Milan           | A               | 30         | 1          | CI              | 7               | 4               | CC                 | 8                  | 0                  | SU+CInt     | 0+1         | 0           | 46     | 5      |
| 1990-1991       | Milan           | A               | 31         | 0          | CI              | 1               | 0               | CC                 | 3                  | 0                  | SU+CInt     | 2+1         | 0           | 38     | 0      |
| 1991-1992       | Milan           | A               | 33         | 0          | CI              | 6               | 1               | -                  | -                  | -                  | -           | -           | -           | 39     | 1      |
| 1992-1993       | Milan           | A               | 29         | 0          | CI              | 7               | 0               | UCL                | 8                  | 0                  | SI          | 1           | 0           | 45     | 0      |
| 1993-1994       | Milan           | A               | 31         | 0          | CI              | -               | -               | UCL                | 9                  | 0                  | SI+SU+CInt  | 1+2+1       | 0           | 44     | 0      |
| 1994-1995       | Milan           | A               | 28         | 0          | CI              | -               | -               | UCL                | 11                 | 0                  | SI+SU+CInt  | 1+2+1       | 0           | 43     | 0      |
| 1995-1996       | Milan           | A               | 30         | 1          | CI              | 3               | 0               | CU                 | 7                  | 0                  | -           | -           | -           | 40     | 1      |
| 1996-1997       | Milan           | A               | 26         | 0          | CI              | 1               | 0               | UCL                | 2                  | 0                  | SI          | 1           | 0           | 30     | 0      |
| Totale carriera | Totale carriera | Totale carriera | 531+1      | 16+0       |                 | 97              | 15              |                    | 72                 | 2                  |             | 18          | 0           | 719    | 33     |

### Cronologia presenze e reti in nazionale
| Cronologia completa delle presenze e delle reti in nazionale ― Italia | Cronologia completa delle presenze e delle reti in nazionale ― Italia | Cronologia completa delle presenze e delle reti in nazionale ― Italia | Cronologia completa delle presenze e delle reti in nazionale ― Italia | Cronologia completa delle presenze e delle reti in nazionale ― Italia | Cronologia completa delle presenze e delle reti in nazionale ― Italia | Cronologia completa delle presenze e delle reti in nazionale ― Italia | Cronologia completa delle presenze e delle reti in nazionale ― Italia |
| Data                                                                  | Città                                                                 | In casa                                                               | Risultato                                                             | Ospiti                                                                | Competizione                                                          | Reti                                                                  | Note                                                                  |
| --------------------------------------------------------------------- | --------------------------------------------------------------------- | --------------------------------------------------------------------- | --------------------------------------------------------------------- | --------------------------------------------------------------------- | --------------------------------------------------------------------- | --------------------------------------------------------------------- | --------------------------------------------------------------------- |
| 4-12-1982                                                             | Firenze                                                               | Italia                                                                | 0 – 0                                                                 | Romania                                                               | Qual. Euro 1984                                                       | -                                                                     |                                                                       |
| 5-10-1983                                                             | Bari                                                                  | Italia                                                                | 3 – 0                                                                 | Grecia                                                                | Amichevole                                                            | -                                                                     |                                                                       |
| 15-10-1983                                                            | Napoli                                                                | Italia                                                                | 0 – 3                                                                 | Svezia                                                                | Qual. Euro 1984                                                       | -                                                                     |                                                                       |
| 22-12-1983                                                            | Perugia                                                               | Italia                                                                | 3 – 1                                                                 | Cipro                                                                 | Qual. Euro 1984                                                       | -                                                                     |                                                                       |
| 4-2-1984                                                              | Roma                                                                  | Italia                                                                | 5 – 0                                                                 | Messico                                                               | Amichevole                                                            | -                                                                     |                                                                       |
| 3-3-1984                                                              | Istanbul                                                              | Turchia                                                               | 1 – 2                                                                 | Italia                                                                | Amichevole                                                            | -                                                                     |                                                                       |
| 22-5-1984                                                             | Zurigo                                                                | Germania Ovest                                                        | 1 – 0                                                                 | Italia                                                                | Amichevole                                                            | -                                                                     |                                                                       |
| 26-5-1984                                                             | Toronto                                                               | Canada                                                                | 0 – 2                                                                 | Italia                                                                | Amichevole                                                            | -                                                                     | 74’                                                                   |
| 30-5-1984                                                             | New York                                                              | Stati Uniti                                                           | 0 – 0                                                                 | Italia                                                                | Amichevole                                                            | -                                                                     | 59’                                                                   |
| 8-10-1986                                                             | Bologna                                                               | Italia                                                                | 2 – 0                                                                 | Grecia                                                                | Amichevole                                                            | -                                                                     |                                                                       |
| 15-11-1986                                                            | Milano                                                                | Italia                                                                | 3 – 2                                                                 | Svizzera                                                              | Qual. Euro 1988                                                       | -                                                                     |                                                                       |
| 6-12-1986                                                             | Ta' Qali                                                              | Malta                                                                 | 0 – 2                                                                 | Italia                                                                | Qual. Euro 1988                                                       | -                                                                     |                                                                       |
| 24-1-1987                                                             | Bergamo                                                               | Italia                                                                | 5 – 0                                                                 | Malta                                                                 | Qual. Euro 1988                                                       | -                                                                     |                                                                       |
| 14-2-1987                                                             | Lisbona                                                               | Portogallo                                                            | 0 – 1                                                                 | Italia                                                                | Qual. Euro 1988                                                       | -                                                                     |                                                                       |
| 17-10-1987                                                            | Berna                                                                 | Svizzera                                                              | 0 – 0                                                                 | Italia                                                                | Qual. Euro 1988                                                       | -                                                                     |                                                                       |
| 14-11-1987                                                            | Napoli                                                                | Italia                                                                | 2 – 1                                                                 | Svezia                                                                | Qual. Euro 1988                                                       | -                                                                     |                                                                       |
| 5-12-1987                                                             | Milano                                                                | Italia                                                                | 3 – 0                                                                 | Portogallo                                                            | Qual. Euro 1988                                                       | -                                                                     |                                                                       |
| 20-2-1988                                                             | Bari                                                                  | Italia                                                                | 4 – 1                                                                 | Unione Sovietica                                                      | Amichevole                                                            | 1                                                                     |                                                                       |
| 31-3-1988                                                             | Spalato                                                               | Jugoslavia                                                            | 1 – 1                                                                 | Italia                                                                | Amichevole                                                            | -                                                                     |                                                                       |
| 27-4-1988                                                             | Lussemburgo                                                           | Lussemburgo                                                           | 0 – 3                                                                 | Italia                                                                | Amichevole                                                            | -                                                                     | 46’                                                                   |
| 4-6-1988                                                              | Brescia                                                               | Italia                                                                | 0 – 1                                                                 | Galles                                                                | Amichevole                                                            | -                                                                     |                                                                       |
| 10-6-1988                                                             | Düsseldorf                                                            | Germania Ovest                                                        | 1 – 1                                                                 | Italia                                                                | Euro 1988 - 1º turno                                                  | -                                                                     |                                                                       |
| 14-6-1988                                                             | Francoforte                                                           | Italia                                                                | 1 – 0                                                                 | Spagna                                                                | Euro 1988 - 1º turno                                                  | -                                                                     |                                                                       |
| 17-6-1988                                                             | Colonia                                                               | Italia                                                                | 2 – 0                                                                 | Danimarca                                                             | Euro 1988 - 1º turno                                                  | -                                                                     |                                                                       |
| 22-6-1988                                                             | Stoccarda                                                             | Unione Sovietica                                                      | 2 – 0                                                                 | Italia                                                                | Euro 1988 - Semifinale                                                | -                                                                     |                                                                       |
| 19-10-1988                                                            | Pescara                                                               | Italia                                                                | 2 – 1                                                                 | Norvegia                                                              | Amichevole                                                            | -                                                                     |                                                                       |
| 16-11-1988                                                            | Roma                                                                  | Italia                                                                | 1 – 0                                                                 | Paesi Bassi                                                           | Amichevole                                                            | -                                                                     |                                                                       |
| 22-12-1988                                                            | Perugia                                                               | Italia                                                                | 2 – 0                                                                 | Scozia                                                                | Amichevole                                                            | -                                                                     |                                                                       |
| 22-2-1989                                                             | Pisa                                                                  | Italia                                                                | 1 – 0                                                                 | Danimarca                                                             | Amichevole                                                            | -                                                                     |                                                                       |
| 25-3-1989                                                             | Vienna                                                                | Austria                                                               | 0 – 1                                                                 | Italia                                                                | Amichevole                                                            | -                                                                     |                                                                       |
| 29-3-1989                                                             | Sibiu                                                                 | Romania                                                               | 1 – 0                                                                 | Italia                                                                | Amichevole                                                            | -                                                                     |                                                                       |
| 22-4-1989                                                             | Verona                                                                | Italia                                                                | 1 – 1                                                                 | Uruguay                                                               | Amichevole                                                            | -                                                                     |                                                                       |
| 26-4-1989                                                             | Taranto                                                               | Italia                                                                | 4 – 0                                                                 | Ungheria                                                              | Amichevole                                                            | -                                                                     |                                                                       |
| 20-9-1989                                                             | Cesena                                                                | Italia                                                                | 4 – 0                                                                 | Bulgaria                                                              | Amichevole                                                            | -                                                                     |                                                                       |
| 14-10-1989                                                            | Bologna                                                               | Italia                                                                | 0 – 1                                                                 | Brasile                                                               | Amichevole                                                            | -                                                                     |                                                                       |
| 11-11-1989                                                            | Vicenza                                                               | Italia                                                                | 1 – 0                                                                 | Algeria                                                               | Amichevole                                                            | -                                                                     |                                                                       |
| 15-11-1989                                                            | Londra                                                                | Inghilterra                                                           | 0 – 0                                                                 | Italia                                                                | Amichevole                                                            | -                                                                     |                                                                       |
| 21-12-1989                                                            | Cagliari                                                              | Italia                                                                | 0 – 0                                                                 | Argentina                                                             | Amichevole                                                            | -                                                                     |                                                                       |
| 31-3-1990                                                             | Basilea                                                               | Svizzera                                                              | 0 – 1                                                                 | Italia                                                                | Amichevole                                                            | -                                                                     |                                                                       |
| 9-6-1990                                                              | Roma                                                                  | Italia                                                                | 1 – 0                                                                 | Austria                                                               | Mondiali 1990 - 1º turno                                              | -                                                                     |                                                                       |
| 14-6-1990                                                             | Roma                                                                  | Italia                                                                | 1 – 0                                                                 | Stati Uniti                                                           | Mondiali 1990 - 1º turno                                              | -                                                                     |                                                                       |
| 19-6-1990                                                             | Roma                                                                  | Italia                                                                | 2 – 0                                                                 | Cecoslovacchia                                                        | Mondiali 1990 - 1º turno                                              | -                                                                     |                                                                       |
| 25-6-1990                                                             | Roma                                                                  | Italia                                                                | 2 – 0                                                                 | Uruguay                                                               | Mondiali 1990 - Ottavi di finale                                      | -                                                                     |                                                                       |
| 30-6-1990                                                             | Roma                                                                  | Italia                                                                | 1 – 0                                                                 | Irlanda                                                               | Mondiali 1990 - Quarti di finale                                      | -                                                                     |                                                                       |
| 3-7-1990                                                              | Napoli                                                                | Argentina                                                             | 1 – 1 dts (4 – 3 dtr)                                                 | Italia                                                                | Mondiali 1990 - Semifinale                                            | -                                                                     |                                                                       |
| 7-7-1990                                                              | Bari                                                                  | Italia                                                                | 2 – 1                                                                 | Inghilterra                                                           | Mondiali 1990 - Finale 3º posto                                       | -                                                                     | [ 71 ]                                                                |
| 26-9-1990                                                             | Palermo                                                               | Italia                                                                | 1 – 0                                                                 | Paesi Bassi                                                           | Amichevole                                                            | -                                                                     |                                                                       |
| 17-10-1990                                                            | Budapest                                                              | Ungheria                                                              | 1 – 1                                                                 | Italia                                                                | Qual. Euro 1992                                                       | -                                                                     |                                                                       |
| 3-11-1990                                                             | Roma                                                                  | Italia                                                                | 0 – 0                                                                 | Unione Sovietica                                                      | Qual. Euro 1992                                                       | -                                                                     | Cap.                                                                  |
| 13-2-1991                                                             | Terni                                                                 | Italia                                                                | 0 – 0                                                                 | Belgio                                                                | Amichevole                                                            | -                                                                     | Cap.                                                                  |
| 1-5-1991                                                              | Salerno                                                               | Italia                                                                | 3 – 1                                                                 | Ungheria                                                              | Qual. Euro 1992                                                       | -                                                                     | Cap.                                                                  |
| 5-6-1991                                                              | Oslo                                                                  | Norvegia                                                              | 2 – 1                                                                 | Italia                                                                | Qual. Euro 1992                                                       | -                                                                     | Cap.                                                                  |
| 12-6-1991                                                             | Malmö                                                                 | Danimarca                                                             | 0 – 2 dts                                                             | Italia                                                                | Torneo Scania 100 - Semifinale                                        | -                                                                     |                                                                       |
| 16-6-1991                                                             | Stoccolma                                                             | Italia                                                                | 1 – 1 dts (3 – 2 dtr)                                                 | Unione Sovietica                                                      | Torneo Scania 100 - Finale                                            | -                                                                     | Cap.                                                                  |
| 25-9-1991                                                             | Sofia                                                                 | Bulgaria                                                              | 2 – 1                                                                 | Italia                                                                | Amichevole                                                            | -                                                                     | Cap.                                                                  |
| 12-10-1991                                                            | Mosca                                                                 | Unione Sovietica                                                      | 0 – 0                                                                 | Italia                                                                | Qual. Euro 1992                                                       | -                                                                     | Cap. 75’                                                              |
| 13-11-1991                                                            | Genova                                                                | Italia                                                                | 1 – 1                                                                 | Norvegia                                                              | Qual. Euro 1992                                                       | -                                                                     | Cap.                                                                  |
| 21-12-1991                                                            | Foggia                                                                | Italia                                                                | 2 – 0                                                                 | Cipro                                                                 | Qual. Euro 1992                                                       | -                                                                     | Cap.                                                                  |
| 19-2-1992                                                             | Cesena                                                                | Italia                                                                | 4 – 0                                                                 | San Marino                                                            | Amichevole                                                            | -                                                                     | Cap. 46’                                                              |
| 25-3-1992                                                             | Torino                                                                | Italia                                                                | 1 – 0                                                                 | Germania                                                              | Amichevole                                                            | -                                                                     | Cap.                                                                  |
| 31-5-1992                                                             | New Haven                                                             | Italia                                                                | 0 – 0                                                                 | Portogallo                                                            | U.S. Cup 1992                                                         | -                                                                     | Cap.                                                                  |
| 4-6-1992                                                              | Boston                                                                | Italia                                                                | 2 – 0                                                                 | Irlanda                                                               | U.S. Cup 1992                                                         | -                                                                     | Cap. 77’                                                              |
| 6-6-1992                                                              | Chicago                                                               | Stati Uniti                                                           | 1 – 1                                                                 | Italia                                                                | U.S. Cup 1992                                                         | -                                                                     | Cap.                                                                  |
| 18-11-1992                                                            | Glasgow                                                               | Scozia                                                                | 0 – 0                                                                 | Italia                                                                | Qual. Mondiali 1994                                                   | -                                                                     | Cap.                                                                  |
| 19-12-1992                                                            | Ta' Qali                                                              | Malta                                                                 | 1 – 2                                                                 | Italia                                                                | Qual. Mondiali 1994                                                   | -                                                                     | Cap. 67’                                                              |
| 20-1-1993                                                             | Firenze                                                               | Italia                                                                | 2 – 0                                                                 | Messico                                                               | Amichevole                                                            | -                                                                     | 66’                                                                   |
| 24-3-1993                                                             | Palermo                                                               | Italia                                                                | 6 – 1                                                                 | Malta                                                                 | Qual. Mondiali 1994                                                   | -                                                                     | Cap.                                                                  |
| 14-4-1993                                                             | Trieste                                                               | Italia                                                                | 2 – 0                                                                 | Estonia                                                               | Qual. Mondiali 1994                                                   | -                                                                     | Cap.                                                                  |
| 1-5-1993                                                              | Berna                                                                 | Svizzera                                                              | 1 – 0                                                                 | Italia                                                                | Qual. Mondiali 1994                                                   | -                                                                     | Cap.                                                                  |
| 22-9-1993                                                             | Tallinn                                                               | Estonia                                                               | 0 – 3                                                                 | Italia                                                                | Qual. Mondiali 1994                                                   | -                                                                     | Cap.                                                                  |
| 13-10-1993                                                            | Roma                                                                  | Italia                                                                | 3 – 1                                                                 | Scozia                                                                | Qual. Mondiali 1994                                                   | -                                                                     | Cap.                                                                  |
| 17-11-1993                                                            | Milano                                                                | Italia                                                                | 1 – 0                                                                 | Portogallo                                                            | Qual. Mondiali 1994                                                   | -                                                                     | Cap.                                                                  |
| 16-2-1994                                                             | Napoli                                                                | Italia                                                                | 0 – 1                                                                 | Francia                                                               | Amichevole                                                            | -                                                                     | Cap. 65’                                                              |
| 23-3-1994                                                             | Stoccarda                                                             | Germania                                                              | 2 – 1                                                                 | Italia                                                                | Amichevole                                                            | -                                                                     | Cap.                                                                  |
| 27-5-1994                                                             | Parma                                                                 | Italia                                                                | 2 – 0                                                                 | Finlandia                                                             | Amichevole                                                            | -                                                                     | Cap. 46’                                                              |
| 3-6-1994                                                              | Roma                                                                  | Italia                                                                | 1 – 0                                                                 | Svizzera                                                              | Amichevole                                                            | -                                                                     | Cap.                                                                  |
| 11-6-1994                                                             | New Haven                                                             | Italia                                                                | 1 – 0                                                                 | Costa Rica                                                            | Amichevole                                                            | -                                                                     | Cap.                                                                  |
| 18-6-1994                                                             | New York                                                              | Italia                                                                | 0 – 1                                                                 | Irlanda                                                               | Mondiali 1994 - 1º turno                                              | -                                                                     | Cap.                                                                  |
| 23-6-1994                                                             | New York                                                              | Italia                                                                | 1 – 0                                                                 | Norvegia                                                              | Mondiali 1994 - 1º turno                                              | -                                                                     | Cap. 49’                                                              |
| 17-7-1994                                                             | Los Angeles                                                           | Brasile                                                               | 0 – 0 dts (3 – 2 dtr)                                                 | Italia                                                                | Mondiali 1994 - Finale                                                | -                                                                     | Cap.                                                                  |
| 7-9-1994                                                              | Maribor                                                               | Slovenia                                                              | 1 – 1                                                                 | Italia                                                                | Qual. Euro 1996                                                       | -                                                                     | Cap.                                                                  |
| Totale                                                                |                                                                       | Presenze (12º posto)                                                  | 81                                                                    |                                                                       | Reti                                                                  | 1                                                                     |                                                                       |

### Record

#### Milan
- Record di presenze in Coppa Italia con la maglia del Milan: 97.
- Capitano del Milan per il maggior numero di stagioni: 15, dal 1982-83 al 1996-97.

#### Individuali
- Assieme a Riccardo Ferri, è il giocatore con più autogol nella storia della Serie A, con 8 marcature nella propria porta.[72]

## Palmarès

### Club

#### Competizioni nazionali
- Campionato italiano: 6

Milan: 1978-79, 1987-88, 1991-92, 1992-93, 1993-94, 1995-96
- Campionato italiano di Serie B: 2

Milan: 1980-81, 1982-83
- Supercoppa italiana: 4

Milan: 1988, 1992, 1993, 1994

#### Competizioni internazionali
- Coppa Mitropa: 1

Milan: 1981-82
- Coppa dei Campioni/UEFA Champions League: 3

Milan: 1988-89, 1989-90, 1993-94
- Supercoppa UEFA: 2

Milan: 1990, 1994
- Coppa Intercontinentale: 2

Milan: 1989, 1990

### Nazionale
- Campionato mondiale: 1

Spagna 1982

### Individuale
- Capocannoniere della Coppa Italia: 1

1989-90 (4 gol)
- All-Star Team dei Mondiali: 1[73]

Italia 1990
- Guerin d'oro: 1

1989-90
- Premio Nazionale Carriera Esemplare "Gaetano Scirea" (1994)
- Oscar del calcio AIC: 1

Calciatore del secolo: 2000
- Inserito nel FIFA 100 (2004)
- Inserito nelle "Leggende del calcio" del Golden Foot (2012)
- Inserito nella Hall of Fame del calcio italiano nella categoria Giocatore italiano (2013)
- Candidato al Dream Team del Pallone d'oro (2020)

## Opere
- Libero di sognare, in collaborazione con Federico Tavola, Feltrinelli, 2021.
- Ancora in gioco, Sperling & Kupfer, 2024.